# Zuhair Muhsin
Zuhair Muhsin (arabisch زهير محسن Zuhair Muhsin, DMG Zuhayr Muḥsin; * 1936 in Tulkarm; † 15. Juli 1979 in Cannes) war ein palästinensischer Politiker, der von 1971 bis 1979 die syrisch kontrollierte PLO-Gruppierung as-Sa'iqa anführte und 1979 einem Attentat zum Opfer fiel.

## Hintergrund und Weg zur as-Sa'iqa-Führung
Muhsin wurde in Tulkarm im damaligen palästinensischen Mandatsgebiet geboren; wurde nach dem Arabisch-Israelischen Krieges von 1948 mit Gewaltandrohung vertrieben. Als Flüchtling in Jordanien war Muhsin in der panarabisch-sozialistischen Baath-Partei aktiv und arbeitete als Lehrer. Er verließ das Land, nachdem er wegen seiner politischen Aktivitäten vom jordanischen Sicherheitsapparat beobachtet wurde. Nachdem er in Katar und Kuwait gelebt hatte, siedelte er 1967 nach Syrien über. Er wurde schnell in den Machtkampf im syrischen Zweig der Baath-Partei verwickelt und schlug sich auf die Seite von Hafiz al-Assad.
Nachdem sich Assad mit der „Korrekturbewegung“ 1970 an die Macht putschte und den früheren Präsidenten Salah Dschadid und seine Anhänger aus der Partei ausschloss, wurde Muhsin zum Oberhaupt der Organisation as-Sa'iqa, die von den syrischen Behörden einige Jahre zuvor gebildet worden war, um in Syrien lebende palästinensische Flüchtlinge aufzunehmen.
Muhsin führte as-Sa'iqa in den frühen Jahren des libanesischen Bürgerkriegs an, wobei er sich eng mit der syrischen Armee abstimmte. Er hatte seine Basis in West-Beirut. Er fiel am 15. Juli 1979 in Cannes (Frankreich) beim Verlassen eines Kasinos einem Attentat von bisher unbekannter Seite zum Opfer.
Der US-amerikanisch-israelische Nahostbeobachter Thomas L. Friedman beschrieb ihn als:...einen Lehnstuhlrevolutionär, wenn er das überhaupt war. Er war in Beirut als Mr. Carpet bekannt, wegen all der Perserteppiche, die seine Männer während des libanesischen Bürgerkrieges gestohlen hatten. Wenn die Belastungen durch die Führung der Revolution für ihn zuviel wurden, wechselte Mohsen in ein Apartment, das er an der berühmten Promenade La Croisette in Cannes unterhielt, womöglich den teuersten Streifen von Immobilien an der französischen Riviera.
Einige libanesisch-christliche Quellen behaupten, dass Muhsin Anfang 1976 den Angriff von palästinensischen Milizen auf die libanesische Stadt Damur anführte, der zu dem Massaker an christlichen Einwohnern führte.

## Beziehungen mit Syrien
Zuhair Muhsins as-Sa'iqa wurde von Syrien sowohl gegründet, finanziert als auch durch das in Damaskus befindliche Nationalkommando der Baath-Partei geleitet. Die Loyalität der Organisation zu Syrien war so weitreichend, dass auf den Befehl von Damaskus as-Sa'iqa während des libanesischen Bürgerkrieges sogar die PLO attackierte. In ihren politischen Verlautbarungen hat die Gruppierung stets die syrische Position eingenommen, auch in der Zeit, als Muhsin Generalsekretär der Gruppierung war.
Muhsin wies die Instrumentalisierung der PLO durch Syrien zurück. Hafiz al-Assad schlug Zuhair Muhsin mehrfach als einen Kandidaten für die Führung der PLO vor, speziell in Zeiten des Konfliktes mit Yasir Arafat. Als al-Sa'iqa 1976 an einer syrischen Militäroffensive während des libanesischen Bürgerkrieges gegen die PLO teilnahm, wurde das Haus seiner Familie in Tulkarm im Westjordanland von aufgebrachten Palästinensern verwüstet.
Unter den Palästinensern und innerhalb der PLO gab es wenig Unterstützung für Muhsins Politik. Sein Einfluss war hauptsächlich auf die militärische Stärke von as-Sa'iqa gestützt und von syrischer Unterstützung abhängig. Die PLO war allerdings, obwohl er davon zeitweise ausgeschlossen war, scheinbar immer bereit, Muhsin wieder in ihre Reihen aufzunehmen, da seine Teilnahme eine Bedingung für die Kooperation Syriens war. As-Sa'iqa war nach der Fatah die zweitgrößte Gruppierung innerhalb der PLO und im Vergleich zu anderen palästinensischen Gruppierungen gut bewaffnet, Muhsin leitete die militärischen Angelegenheiten innerhalb des Exekutivkomitees der PLO.

## Interview in der niederländischen ZeitungTrouw
Zuhair Muhsin wurde allgemein bekannt, als er im März 1977 die folgende Äußerung in einem Interview mit der niederländischen Zeitung Trouw machte:
Ein palästinensisches Volk existiert nicht. Die Schaffung eines Palästinenserstaats ist nur ein Mittel, um unseren Kampf gegen den Staat Israel zugunsten unserer arabischen Einheit fortzusetzen. In Wirklichkeit gibt es heute keinen Unterschied zwischen Jordaniern, Palästinensern, Syrern und Libanesen. Nur aus politischen und taktischen Gründen sprechen wir heute über die Existenz eines palästinensischen Volkes, weil arabische nationale Interessen verlangen, daß wir die Existenz eines bestehenden „palästinensischen Volkes“ setzen, um dem Zionismus entgegenzustehen.
Aus taktischen Gründen kann Jordanien, was ein souveräner Staat mit definierten Grenzen ist, nicht Ansprüche auf Haifa und Jaffa stellen, während ich, als ein Palästinenser, zweifelsfrei Haifa, Jaffa, Be’er Scheva und Jerusalem beanspruchen kann. Allerdings, in dem Moment, in welchem wir unser Recht auf ganz Palästina reklamieren, werden wir mit der Vereinigung von Palästina und Jordanien nicht eine Minute warten.
Dies war übereinstimmend mit dem Großsyrien-Konzept der syrischen Baath-Partei, deckte sich aber nicht mit der Charta der PLO, und mehrere pro-israelische Beobachter haben deswegen die Frage nach der Rechtmäßigkeit des palästinensischen Nationalismus (und damit der Notwendigkeit eines palästinensischen Staates) aufgeworfen. Tatsächlich reflektiert Muhsins Meinung nur einen extremen, von einer Minderheit in der PLO und der palästinensischen Gesellschaft angenommenen Standpunkt, namentlich den von as-Sa'iqa, der allerdings mit dem Syriens übereinstimmt.